# Palazzo Carafa di Nocera
Il palazzo Carafa di Nocera (o palazzo Falanga e Montuori) è un edificio di valore storico e architettonico di Napoli; è situato in via Medina.
Fu eretto nella prima metà del XVI secolo su commissione di Ferdinando II Carafa, duca di Nocera, che affidò il progetto ad uno dei più importanti architetti della città: Gabriele d'Agnolo. 
Alla fine del XVII secolo passò alla famiglia dei Caracciolo di Villa che lo espansero, accorpando altre proprietà, tra cui un palazzo della famiglia dei Di Costanzo.  Dopo un periodo declino, nel 1806 con l'avvento dei francesi divenne sede della prefettura di Polizia; tale fu fino a quando fu completato palazzo San Giacomo, nuova sede dei ministeri di Stato.
Venne in seguito acquistato dalle famiglie dei negozianti Falanga e Montuori, che ne affidarono il restauro all'architetto De Leva, che cancellò i tratti rinascimentali dell'edificio.
La facciata dell'edificio, impostata su un alto basamento, conta cinque piani più un'elevazione tardo ottocentesca; nel cortile si affaccia l'elegante e imponente scalone. Si segnala la presenza di soffitti a cassettoni ottocenteschi dipinti in uno degli appartamenti del piano nobile.